# Tokina
Kenko Tokina Co., Ltd.  (en japonés, con kanjis y katakana: 株式会社ケンコー・トキナー), más conocida por su nombre comercial Tokina, es una empresa internacional japonesa del sector óptico especializada lentes de objetivo. La compañía está dirigida por Toru Yamanaka.

## Historia
La empresa fue fundada el mes de mayo de 1950 en el barrio de Shinjuku de Tokio (Japón), el más importante a nivel comercial y administrativo de la capital japonesa bajo el nombre de Tokyo Optical Equipment Manufacturing, que mantuvo hasta 1971, cuando pasó a llamarse Tokina Optical Co.Ltd.. Paulatinamente, se fue expandiendo por la geografía japonesa hasta tener sedes subsidiarias en algunas de las principales ciudades del país, tales como Saitama, en la Región de Kantō, Nagoya (Región de Chūbu), Osaka (Región de Kansai) y Fukuoka, la principal ciudad del sur de Japón, ubicada al norte de la isla de Kyūshū. En junio de 2011, se unió con otra empresa japonesa del sector fotográfico, Kenko, dando lugar al nuevo nombre corporativo Kenko Tokina Co. Ltd., aun así, siguen usando como nombres comerciales Tokina y Kenko para vender los objetivos.

## Productos
Desde su fundación, la empresa se dedicó primordialmente a la creación de material óptico tales como prismásticos, telescópicos astronómicos, cámaras de videovigilancia y, especialmente, objetivos de cámaras fotográficas y videográficas, siendo uno de los principales fabricantes, juntamente con Tamron y Sigma, que hace objetivos para ser colocados en cámaras que hacen otros fabricantes como Canon y Nikon.